# Velika nagrada Singapura

## Pobjednici

### Višestruki pobjednici (vozači)
Podebljani vozači su i dalje aktivni u natjecanju Formule 1.
| Pobjede | Vozač            | Pobjednička godina                |
| ------- | ---------------- | --------------------------------- |
| 5       | Sebastian Vettel | 2011., 2012., 2013., 2015., 2019. |
| 4       | Lewis Hamilton   | 2009., 2014., 2017., 2018.        |
| 2       | Fernando Alonso  | 2008., 2010.                      |

### Višestruki pobjednici (konstruktori)
| Pobjede | Konstruktor | Pobjednička godina         |
| ------- | ----------- | -------------------------- |
| 4       | Ferrari     | 2010., 2015., 2019., 2023. |
| 4       | Mercedes    | 2014., 2016., 2017., 2018. |
| 4       | Red Bull    | 2011., 2012., 2013., 2022. |

### Pobjednici po godinama
| Godina | Vozač            | Konstruktor      | Staza                     |
| ------ | ---------------- | ---------------- | ------------------------- |
| 2008.  | Fernando Alonso  | Renault          | Marina Bay Street Circuit |
| 2009.  | Lewis Hamilton   | McLaren-Mercedes | Marina Bay Street Circuit |
| 2010.  | Fernando Alonso  | Ferrari          | Marina Bay Street Circuit |
| 2011.  | Sebastian Vettel | Red Bull-Renault | Marina Bay Street Circuit |
| 2012.  | Sebastian Vettel | Red Bull-Renault | Marina Bay Street Circuit |
| 2013.  | Sebastian Vettel | Red Bull-Renault | Marina Bay Street Circuit |
| 2014.  | Lewis Hamilton   | Mercedes         | Marina Bay Street Circuit |
| 2015.  | Sebastian Vettel | Ferrari          | Marina Bay Street Circuit |
| 2016.  | Nico Rosberg     | Mercedes         | Marina Bay Street Circuit |
| 2017.  | Lewis Hamilton   | Mercedes         | Marina Bay Street Circuit |
| 2018.  | Lewis Hamilton   | Mercedes         | Marina Bay Street Circuit |
| 2019.  | Sebastian Vettel | Ferrari          | Marina Bay Street Circuit |
| 2022.  | Sergio Pérez     | Red Bull-RBPT    | Marina Bay Street Circuit |
| 2023.  | Carlos Sainz Jr. | Ferrari          | Marina Bay Street Circuit |